# Sándor Rónai (polityk)
Sándor Rónai (ur. 22 listopada 1988 w Budapeszcie) – węgierski polityk i samorządowiec, poseł do Parlamentu Europejskiego IX kadencji.

## Życiorys
Uzyskał dyplom technika informatyka, później ukończył studia na wydziale nauk społecznych Uniwersytetu Loránda Eötvösa w Budapeszcie. Pracował jako sprzedawca, później w węgierskim oddziale Hewlett-Packard. Był jednym z założycieli Koalicji Demokratycznej i jej pierwszym przewodniczącym w miejscowości Dunakeszi. W 2014 został radnym komitatu Pest, a w 2018 rzecznikiem prasowym swojego ugrupowania. W wyborach w 2019 uzyskał mandat posła do Parlamentu Europejskiego IX kadencji.